# Аналіз заселеності за Маллікеном
Аналіз заселеності за Маллікеном (рос. анализ заселенности по Малликену, англ. Mulliken population analysis (MPA)) — схема аналізу розподілу електронів у молекулярній частинці між різними її окремими частинами (атомами, зв'язками, орбіталями), де використовуються матриця густин та матриця інтегралів перекривання. 
Результати цього аналізу не є абсолютними і залежать від використаного при розрахунках базисного набору. Однак зіставлення результатів такого аналізу для ряду подібних молекулярних частинок може бути корисним для опису внутрішньомолекулярних електронних взаємодій. 
Використовується при встановленні кількісних залежностей між структурою та властивостями в рядах структурноподібних молекул.